# Pampa (grup de bolets)
Les pampes són un grup de bolets afins a la pampa vera (Clitocybe geotropa). Es tracta de bolets carnosos, de barret sovint umbonat i algun cop amb mugró central. La cama sol ser cilíndrica i robusta, però hi ha força exemples de cama prima però mai tant com en els cama-secs.
Solen tenir les làmines madures de color blanc o crema (poden ser negres o rosades), sempre decurrents i denses.
Les pampes no tenen una olor destacada, excepte en la pampeta anisada (Clitocybe odora), la pampa grisa (Clitocybe nebularis), la pampaiola de galliner (Singerocybe phaeophthalma) i la pampaiola de farina (Clitocybe ditopa).
Es tracta de bolets eminentment descomponedors i terrícoles, alguns poden créixer sobre restes llenyoses, com la pampeta perfumada (Aphroditeola olida) i el fals rossinyol (Hygrophoropsis aurantiaca), o sobre restes cremades en carboneres, com el rossinyol de carbonera (Faerberia carbonaria).

## Els grans grups de pampes

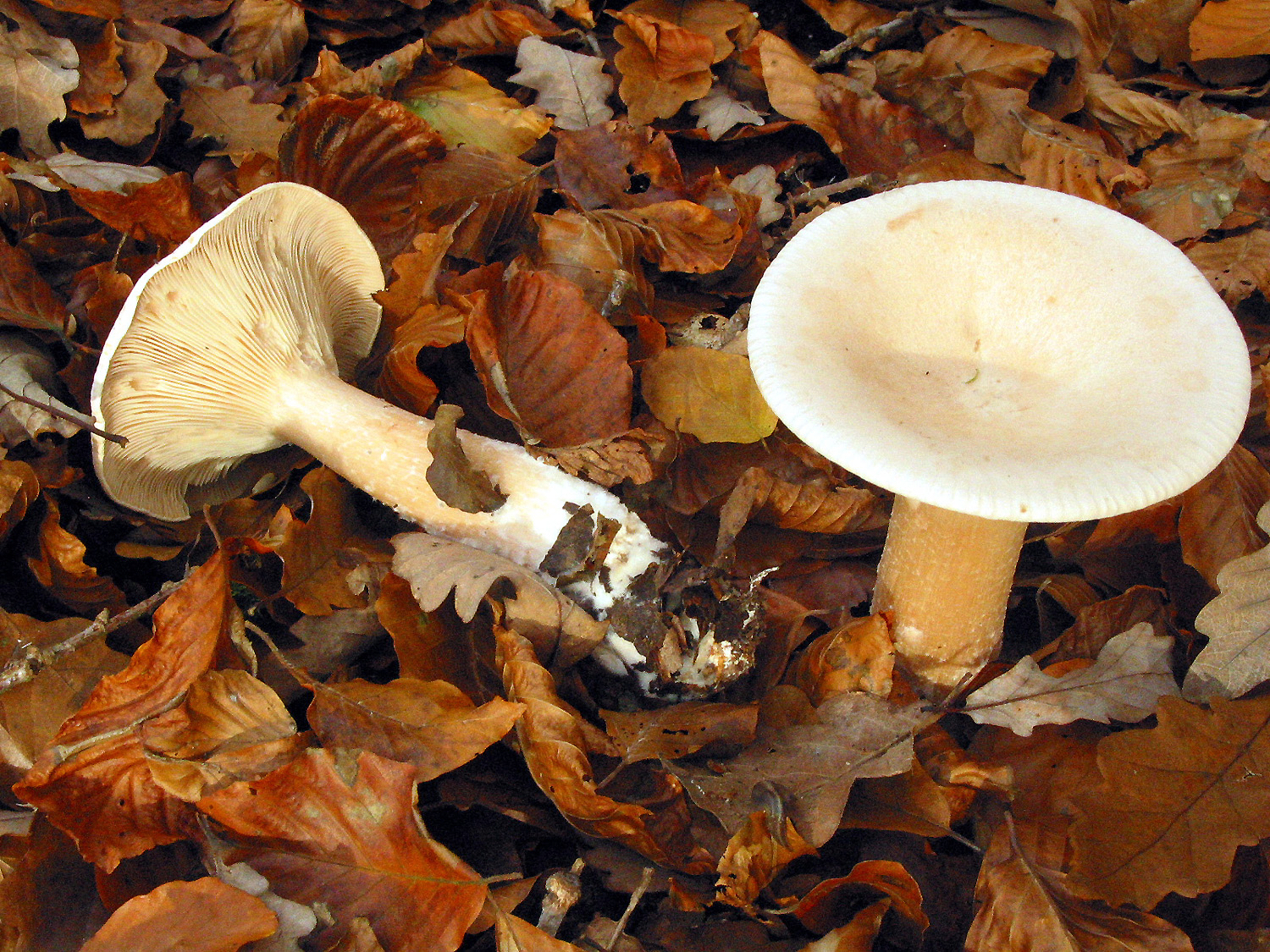
Pampa vera (Infundibulicybe geotropa)

Es considerenquatre grans grups de pampes: 
- Pampes veres
  - Infundibulicybe geotropa, pampa
  - Clitopaxillus fibulatus, pampa d’avet
  - Ampulloclitocybe clavipes, pampa de peu gros
  - Clitopaxillus alexandri, pampa de pi
  - Infundibulicybe gibba var. maxima, pampa geganta
  - Clitocybe nebularis, pampa grisa

- Pampaioles
  - Pampaioles de barret pruïnós:

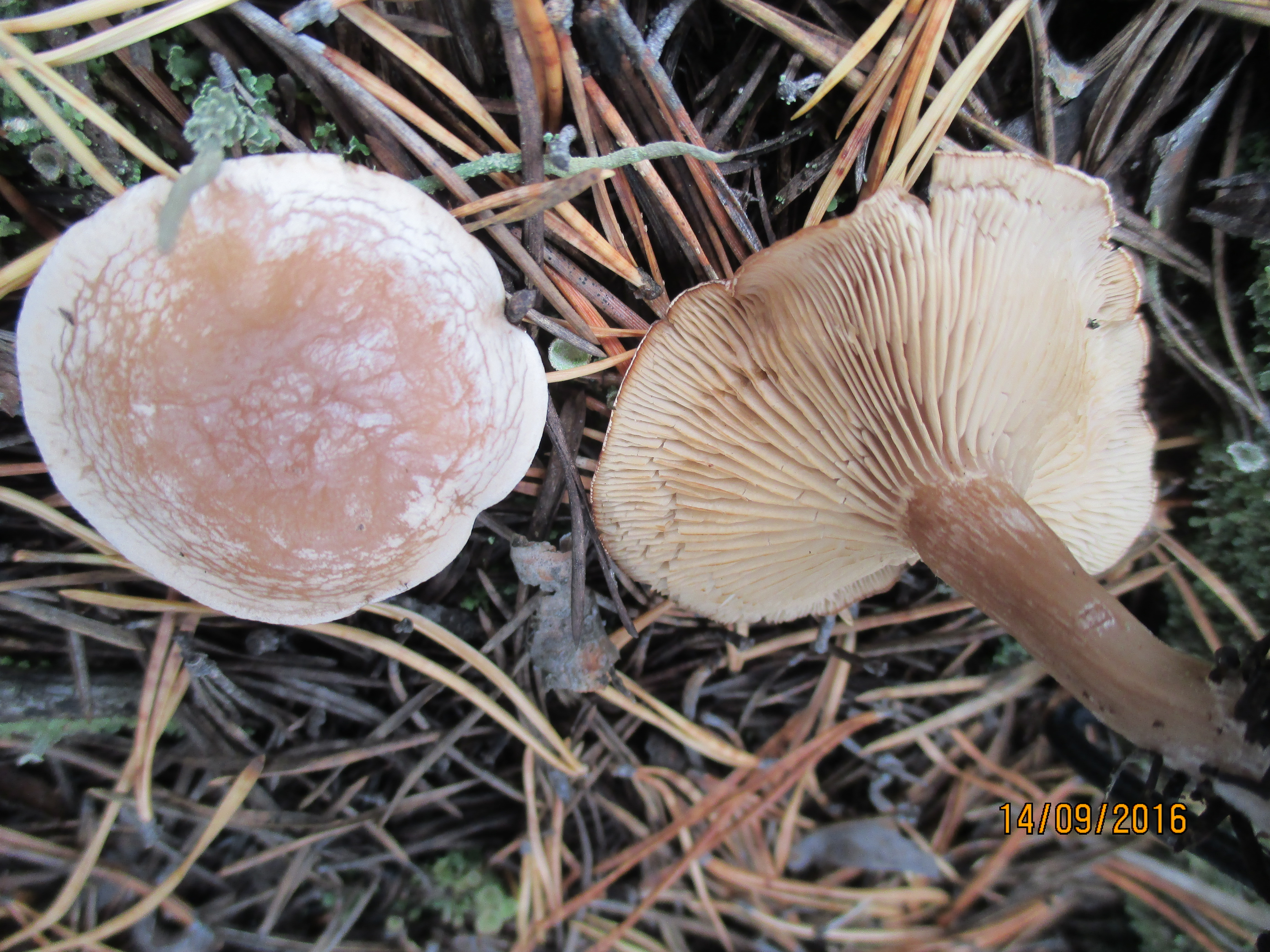
Pampaiola blanca de prat (Clitocybe rivulosa)

    - Clitocybe rivulosa(= C. dealbata), pampaiola blanca de prat o pampaiola de vorada
    - Leucocybe candicans, pampaiola de bosc
    - Singerocybe phaeophthalma, pampaiola de galliner
    - Clitocybe phyllophila, pampaiola de les fulles
    - Atractosporocybe inornata, pampaiola peixenca

  - Pampaioles de barret higròfan:
    - Clitocybe fragrans, pampaiola anisada
    - Clitocybe ditopa, pampaiola de farina
    - Spodocybe fontqueri, pampaiola de Font i Quer

- Pampetes

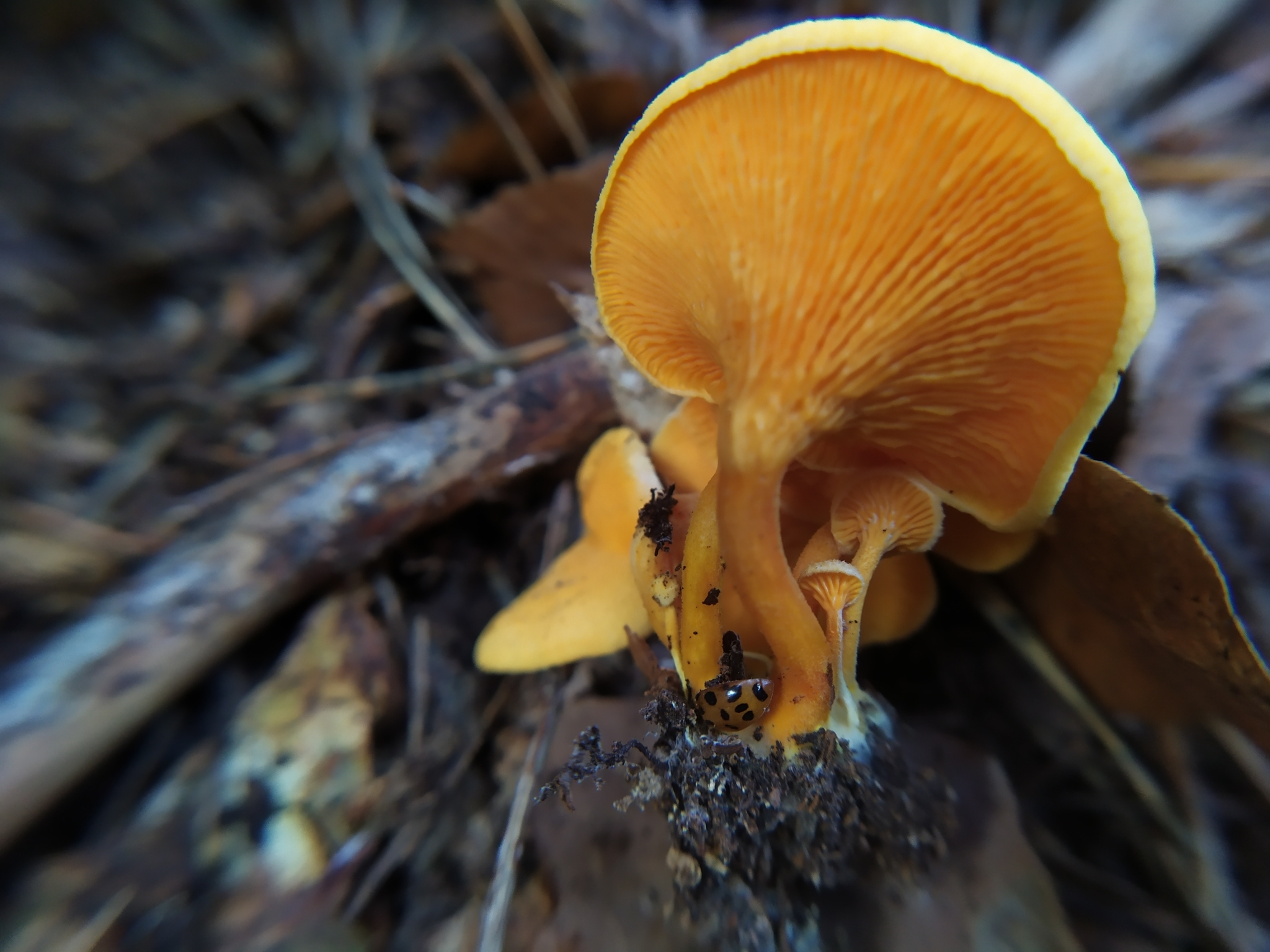
Fals rossinyol (Hygrophoropsis aurantiaca)

  - Pampetes de làmines o plecs bifurcats:
    - Hygrophoropsis aurantiaca, fals rossinyol
    - Aphroditeola olida, pampeta perfumada
    - Faerberia carbonaria, rossinyol de carbonera

  - Pampetes de làmines fixades:
    - Clitocybe odora, pampeta anisada
    - Infundibulicybe meridionalis, pampeta brunenca
    - Infundibulicybe costata, pampeta costelluda
    - Clitocella ammophila, pampeta de platja
    - Cuphophyllus pratensis, pampeta de prat
    - Clitocybe bresadolana, pampeta de prat alpí
    - Infundibulicybe gibba, pampeta de gep
    - Pseudoclitocybe cyathiformis, pampeta fosca
    - Infundibulicybe mediterranea, pampeta rogenca o rogeta
    - Infundibulicybe squamulosa, pampeta vellutada

  - Pampetes de làmines separables:
    - Clitopilus geminus var. mauritanicus, pampeta de farina
    - Paralepistopsis amoenolens, pampeta de moreu
    - Paralepista flaccida (=Lepista inversa), pampeta lleonada
    - Paralepista gilva, pampeta pigada

- Cames de perdiu

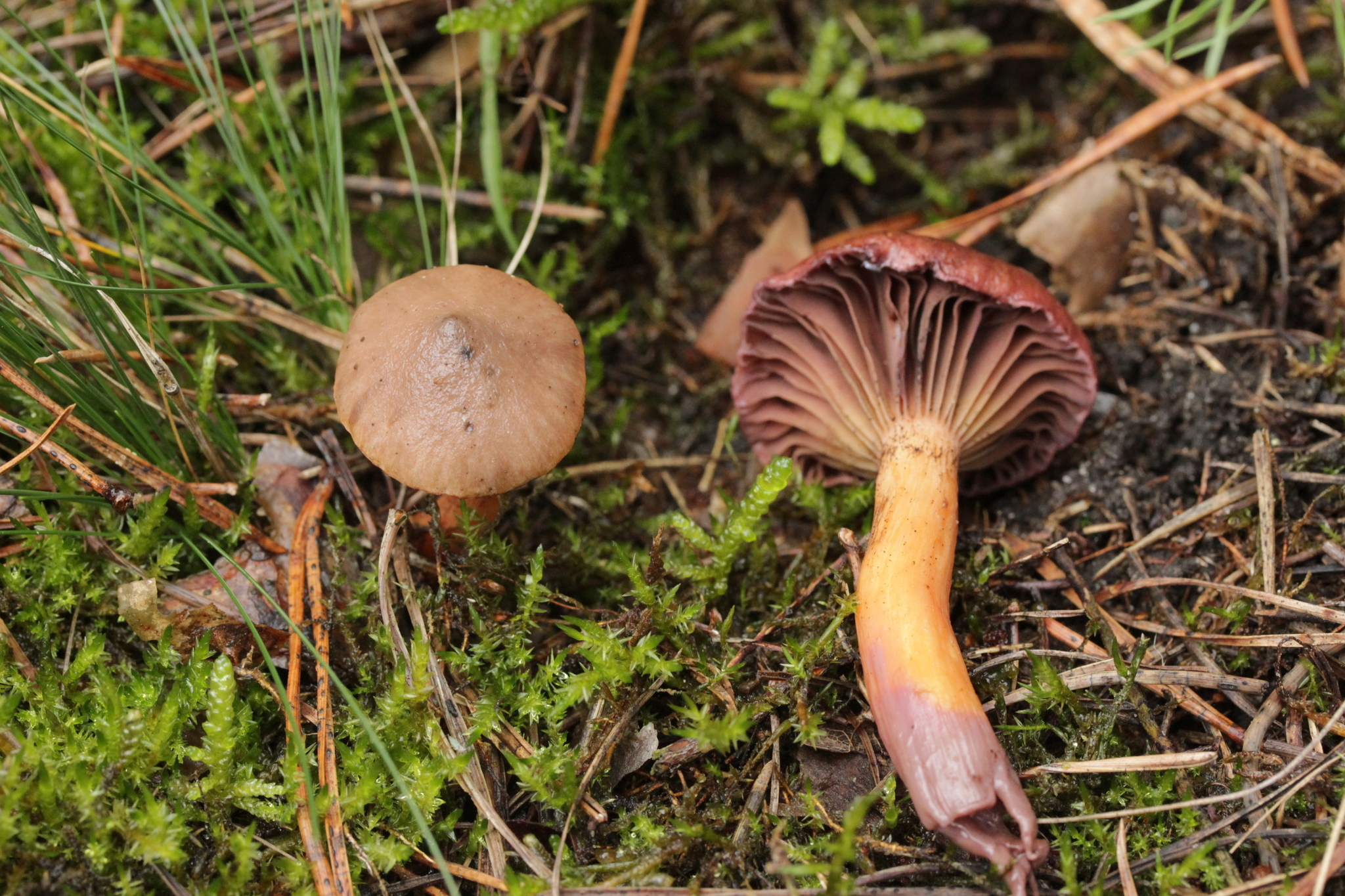
Bitxac (Chroogomphus mediterraneus)

  - Chroogomphus rutilus, cama de perdiu
  - Chroogomphus mediterraneus, bitxac
  - Chroogomphus fulmineus, cama de perdiu fulmínia
  - Chroogomphus helveticus, cama de perdiu helvètica